# Jin Xiaobao
Jin Xiaobao, född 1878, död efter 1911, var en kinesisk kurtisan. Hon var en av de fyra mest berömda kurtisanerna i Shanghai. 
Hon var ursprungligen sångare på en flodbåt i Suzhou, och listades år 1896 som nummer två i rang bland alla Shanghais kurtisaner. År 1898 grundade stadens fyra mest berömda kurtisaner en egen kyrkogård för utblottade kurtisaner, Qunfang yizhong, och hon var projektledare. Hon beskrivs som liten och spröd till det yttre, och som praktisk, rättfram och generös som person. Hon var en skicklig målare, och sålde sina tavlor för att finansiera välgörenhet. Hon försökte 1906 studera på flickskola, men tvingades sluta sedan hennes yrke avslöjades. År 1911 gifte hon sig med ämbetsmannen Lu Daquan. 